# Wereldkampioenschap schaatsen allround 1908
Het Wereldkampioenschap schaatsen allround 1908 werd op 8 en 9 februari op de Eisstadion te Davos gehouden. Vanaf dit kampioenschap kon een kampioenschap ook worden beslist aan de hand van afstandspunten (1e plaats = 1 punt, 2e plaats = 2 punten etc.) als geen van de schaatsers drie afstanden wist te winnen.
Omdat de vorige editie van 1907 op de ijsbaan Øen Stadion in Trondheim onbeslist eindigde was er geen titelverdediger. Dit was tevens het eerste kampioenschap waar tweede en derde plaatsen waren te behalen. Oscar Mathisen won zijn eerste wereldtitel allround door drie afstanden te winnen.

## Eindklassement
| Rang   | Schaatser        | Land                | Punten | 500m       | 5000m         | 1500m       | 10.000m      |
| ------ | ---------------- | ------------------- | ------ | ---------- | ------------- | ----------- | ------------ |
| Goud   | Oscar Mathisen   | Noorwegen           | 13     | 54,4* (14) | 8.55,4 (1)    | 2.20,8 (1)  | 18.01,8 (1)  |
| Zilver | Martin Sæterhaug | Noorwegen           | 13.5   | 46,2 (4)   | 9.04,4 (4)    | 2.23,4 (2)  | 18.28,6 (5)  |
| Brons  | Moje Öholm       | Zweden              | 15     | 45,2 (2)   | 9.04,8 (5)    | 2.23,6 (4)  | 18.30,2 (6)  |
| 4      | Gunnar Strömstén | Finland             | 16     | 47,2 (7)   | 9.01,6 (3)    | 2.25,4 (7)  | 18.04,0 (2)  |
| 5      | Antti Wiklund    | Finland             | 16     | 47,4 (8)   | 9.01,4 (2)    | 2.24,2 (5)  | 18.24,0 (4)  |
| 6      | Thomas Bohrer    | Oostenrijk          | 19.5   | 46,2 (4)   | 9.42,8 (8)    | 2.27,6 (9)  | 18.21,2 (3)  |
| 7      | Arne Schrey      | Finland             | 23     | 46,4 (6)   | 9.07,6 (6)    | 2.24,4 (6)  | 18.55,2 (8)  |
| 8      | Jean Pettersson  | Zweden              | 30     | 48,4 (10)  | 9.53,0 (9)    | 2.29,8 (11) | 18.53,0 (7)  |
| 9      | Ejnar Sørensen   | Denemarken          | 36     | 49,6 (11)  | 10.26,4* (15) | 2.34,0 (13) | 19.07,4 (9)  |
| 10     | Frederick Dix    | Verenigd Koninkrijk | 38     | 51,6 (13)  | 9.54,0 (10)   | 2.35,0 (14) | 19.11,4 (10) |
| NS4    | Johan Vikander   | Finland             | -      | 44,8 (1)   | 9.20,6 (7)    | 2.23,4 (2)  | NS           |
| NS4    | Sigurd Mathisen  | Noorwegen           | -      | 45,4 (3)   | 9.56,4 (11)   | 2.26,2 (8)  | NS           |
| NS4    | Franz Wathén     | Finland             | -      | 47,4 (8)   | 10.00,8 (12)  | 2.27,8 (10) | NS           |
| NS4    | Franz Schilling  | Oostenrijk          | -      | 50,4 (12)  | 10.07,2 (13)  | 2.32,0 (12) | NS           |
| NS3    | Henny Kalt       | Nederland           | -      | NF         | 10.18,6 (14)  | NS          | NS           |

* = met val
NC = niet gekwalificeerd
NF = niet gefinisht
NS = niet gestart
DQ = gediskwalificeerd